# Knollemanshoek
Knollemanshoek is een buurtschap in de Nederlandse provincie Utrecht, gelegen aan de zuidelijke dijk van de Hollandse IJssel, dicht bij de brug over deze rivier in de N228 van Gouda naar De Meern. Het westelijk deel van deze buurtschap, gelegen tussen de N228 en de Molenvliet, ligt in de gemeente Montfoort; het oostelijk deel ligt in de gemeente IJsselstein.
Het westelijk deel ligt aan de weg met de naam Knollemanshoek die begint bij de N228. Na ongeveer 200 meter passeert deze weg de Molenvliet; deze vliet vormt de grens tussen de gemeenten Montfoort en IJsselstein. Net voorbij dit punt splitst de weg zich in een bredere weg die min of meer rechtdoor loopt en een smalle weg naar links. De smalle weg is de Zuid-IJsseldijk; deze volgt de loop van de rivier. Rechtdoor gaat de weg Knollemanshoek over in de Achtersloot. De Knollemanshoek en de Achtersloot maken samen deel uit van de wegverbinding tussen Montfoort en IJsselstein.
Aan het begin van de Zuid-IJsseldijk liggen nog enkele woningen van de buurtschap Knollemanshoek; deze liggen in de gemeente IJsselstein. Iets voorbij deze woningen gaat de Zuid-IJsseldijk over in een toeristisch fietspad naar de plaats IJsselstein. De weg met de naam Achtersloot loopt hiermee min of meer evenwijdig met een tussenafstand van maximaal zo'n 500 meter. Het gebied tussen het fietspad en de Achtersloot is de Polder Neder-Oudland. Deze ligt op de relatief hoge stroomrug van de IJssel. Aan de andere zijde van de Achtersloot, de zuidwestzijde, ligt de lager gelegen Polder Broek. Deze polder heeft het voor Nederland kenmerkende patroon van evenwijdige verkaveling.
Tegenover Knollemanshoek, aan de overzijde van de Hollandse IJssel, ligt de buurtschap Achthoven. Tot 1857 lag er geen brug tussen deze beide buurtschappen. Er was alleen een veerpont. Zelfs het wegverkeer tussen Gouda en Utrecht moest het hiermee doen. In 1857 werd dit veer vervangen door een ijzeren draaibrug. In 1932 kwam hiervoor een stenen brug in de plaats. Deze kreeg de officiële naam Hoogeboomsbrug, maar werd in de volksmond al gauw de Mussertbrug genoemd, omdat deze gebouwd was door Provinciale Waterstaat Utrecht, waar ir. A.A. Mussert hoofdingenieur was. De brug was na zeventig jaar te smal en is in 2001-2002 vervangen door een bredere.

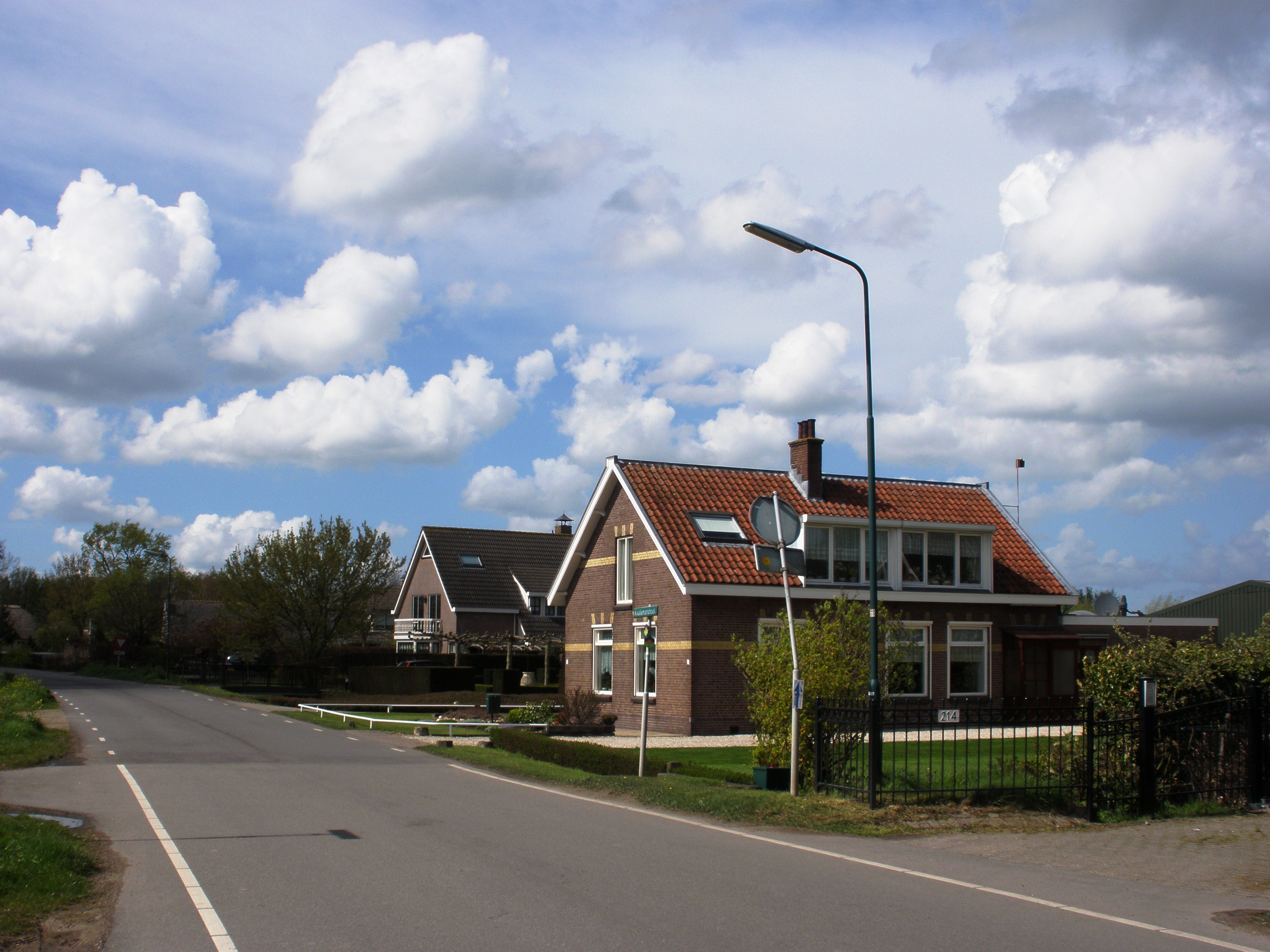
Knollemanshoek

## De Molenvliet en de Hoekse Molen
De Molenvliet komt vanuit het zuiden. In de buurtschap Knollemanshoek mondt deze vliet uit in de Hollandse IJssel. Langs deze vliet loopt het pad met de naam Heeswijker Zijdwende. Zoals de naam aangeeft, is dit pad van oorsprong een zijdewende, een vrij lage, smalle dijk langs de vliet. Thans loopt over deze dijk een toeristisch fietspad, dat de buurtschappen Knollemanshoek en Blokland met elkaar verbindt. Halverwege dit fietspad bevindt zich de achthoekige fundering van de Hoekse Molen. Het woord 'Hoekse' in deze naam slaat op Knollemanshoek.
Deze molen heeft een bewogen geschiedenis, die in het kort als volgt is verlopen. In 1589 werd hier een wipmolen gebouwd, die de taak had het water uit de polders omhoog te brengen, zodat het kon worden geloosd op de Hollandse IJssel. In 1656 werd deze molen vernieuwd. In 1744 werd de molen verhoogd, omdat het te overbruggen verschil in waterpeil groter was geworden. In 1801 brandde deze molen geheel af, waarna een molenbouwer berekende dat een achtkante bovenkruier niet duurder zou uitkomen dan een wipmolen. Het werd inderdaad een forse achtkante bovenkruier. De diameter van het grondvlak was ongeveer 10 meter. Daarom kreeg deze molen een stevige achthoekige fundering. In 1922 werd deze molen vervangen door een elektrisch gemaal in een gebouw met een achthoekige vorm, dat precies paste op de fundering van de afgebroken achtkante bovenkruier. Dit elektrische gemaal behield de naam Hoekse Molen. De vliet liep onder het westelijk deel van deze fundering door. Daarboven lag de machinekamer. In het oostelijk deel van het gebouw uit 1922 bevonden zich onder andere een woonkamer en een keuken. Het gebouw werd bekroond door een achtzijdig tentdak, waaronder zich slaapvertrekken bevonden. In 1984 werd het elektrische gemaal meer naar het noorden verplaatst; het gebouw van het oude gemaal werd afgebroken tot op ongeveer een halve meter boven het fundament.

## Gemeentelijke indeling
Het IJsselsteinse deel van Knollemanshoek valt al eeuwen onder de jurisdictie van de IJsselstad.
Aanvankelijk viel het nu tot de gemeente Montfoort behorende deel van de buurtschap onder de polder en het gerecht Achthoven. In 1798 werd in de Bataafse Republiek een reorganisatie van het gemeentebestuur doorgevoerd. Als gevolg daarvan werd Achthoven samengevoegd met Cattenbroek, Den Engh, Linschoten, Polanen, Vlooswijk en Wulverhorst tot een nieuwe gemeente Linschoten.
Na het herstel van de Nederlandse onafhankelijkheid in 1813 bleef die situatie bestaan tot 1815. Toen werd de zelfstandige gemeente Achthoven gevormd, welke tot 1857 bleef bestaan en toen (opnieuw) met Linschoten werd samengevoegd.
Voor de bewoners van de Knollemanshoek veranderde dat weinig aan de afgelegen situatie waarin zij zich bevonden: ver van de kernen van Linschoten, Montfoort en IJsselstein. Met name schoolgaande kinderen waren daarvan de dupe. Dat was de reden dat rond 1840 een schooltje in het IJsselsteinse deel van de buurtschap Achthoven werd gesticht, dat zich vooral op de jeugd van Knollemanshoek en IJsselsteins Achthoven richtte. De overige kinderen van Achthoven gingen op school in Montfoort.
De gemeente Linschoten bleef bestaan tot 1 januari 1989. Op die datum werd deze samengevoegd met Montfoort en delen van Snelrewaard en Willeskop tot een nieuwe gemeente Montfoort.